# Ан, Виктор
Ви́ктор Ан (до декабря 2011 года — Ан Хён Су (кор. 안현수); род. 23 ноября 1985[…], Сеул) — южнокорейский и российский шорт-трекист и тренер.
Шестикратный олимпийский чемпион, шестикратный абсолютный чемпион мира (2003—2007, 2014), 20-кратный чемпион мира. Восьмикратный обладатель Кубка мира. Экс-рекордсмен мира на дистанциях 1000, 1500 и 3000 метров. Многократный чемпион Европы, России и Республики Корея. Рекордсмен Олимпийских игр по количеству золотых медалей в шорт-треке (6), а также первый спортсмен-мужчина, выигравший три золотые медали зимних Игр в составе сборной России. Заслуженный мастер спорта России (2013). Окончил Корейский Университет спорта на факультете физического воспитания.

## Карьера
Ан Хён Су был старшим сыном, в семье из 4-х детей, отца Ан Ки Вона и матери Чон Ми Чжон. Он занялся спортом в 1993 году, когда учился в первом классе начальной школы Мёнджи, а кататься на коньках в возрасте 7-и лет, когда учился во 2-м классе начальной школы. В первый раз он увидел соревнования по шорт-треку по телевизору в 1994 году на зимних Олимпийских играх в Лиллехаммере, где один из его любимых корейских спортсменов, Чхэ Джи Хун, взял золото на дистанции 500 метров и серебро на дистанции 1000 метров. Первым тренером Ана стал трёхкратный олимпийский чемпион по шорт-треку Ким Ки Хун.
В возрасте 11 лет он продемонстрировал свои навыки, выиграв национальные соревнования, а во время учёбы в средней школе Мёнджи выиграл три золотые медали подряд на национальных Зимних Играх. Он пошёл в среднюю школу Шинмок и в январе 2002 года выиграл в абсолютном зачёте на юниорском чемпионате мира в Чхунчхоне, а также в составе эстафетной команды.
Уже в феврале на своих первых зимних Олимпийских играх 2002 года он участвовал на дистанции 1000 метров и вышел в финал, где на последнем круге упал, пересек финишную черту на 4-м месте и упустил медаль. Свои первые награды Ан выиграл в апреле на чемпионате мира в Монреале в возрасте 16 лет, выиграв серебряные медали в беге на 1000 метров и в многоборье, а ещё золотую в эстафете.
В 2003 году он выиграл три золота на зимних Азиатских играх в Аомори и абсолютное первенство на чемпионате мира в Варшаве, выиграв три золотые и две серебряные медали. Также в том году завоевал серебро на командном чемпионате мира в Софии.

### Олимпиада-2006
На зимних Олимпийских играх 2006 года в Турине Ан завоевал золотые медали на дистанциях 1500 м и 1000 м. При этом он установил новый олимпийский рекорд — время 1:26.739 на дистанции 1000 м. Ан также выиграл золото в мужской эстафете на дистанции 5000 м вместе с товарищами по команде — Ли Хо Сок, Со Хо Джин и Сон Сок У. Он стал вторым корейским спортсменом, которому удалось выиграть три золотые медали за время одних Олимпийских игр (Чин Сон Ю добилась этого раньше в тот же день). Также он завоевал бронзовую медаль на дистанции 500 м. Редко занимая ведущую позицию на протяжении всей гонки, на первых кругах дистанции Ан следовал тактике преследования лидеров, затем он пытался обойти противника по внешнему или внутреннему радиусу (если представится возможность) за два или три круга до финиша. В эстафете на зимних Олимпийских играх 2006 Ан обогнал олимпийского чемпиона Канады на последнем круге и принёс победу Корее.
Ан Хён Су выиграл в общей сложности 4 медали в играх 2006 года — это беспрецедентный результат для любого спортсмена в своём виде спорта. Он является первым корейцем, который выиграл 3 медали в одиночных соревнованиях зимних Олимпийских игр.
В марте после олимпиады, несмотря на дисквалификацию в финале соревнований на дистанциях 500 м и в суперфинале на 3000 м на чемпионате мира в Миннеаполисе, Ан смог претендовать на чемпионское звание благодаря победам на дистанциях в 1000 и 1500 м и стал абсолютным чемпионом мира с 68 очками, обойдя своего соотечественника Ли Хо Сока с 60 очками.

#### Конфликт в сборной Республики Корея
После чемпионата мира 2006 года Ан улетел в Южную Корею. В международном аэропорту Инчхон его отец Ан Ги Вон поссорился с вице-президентом корейского союза конькобежцев (KSU), утверждая, что тренер не общается с сыном и вступил в сговор с другими конькобежцами, для того чтобы не допустить его победы в борьбе за звание абсолютного чемпиона. Южнокорейская команда по шорт-треку оказалась разделенной на две группы, в одной из которых Ана тренировал тренер женской команды из-за конфликта того с тренером мужской команды. Напряжённость возросла настолько, что конькобежцы отказывались обедать в одной комнате и сидеть рядом друг с другом в самолёте. Ранее Ан и Ли Хо-Сук посещали одну и ту же тренировочную базу вместе и даже жили в одной комнате в предыдущем году в лагере конькобежцев, но с тех пор редко разговаривали друг с другом. Ан упомянул на своём личном сайте, что давление было настолько большим, что он рассматривал возможность ухода из спорта. В связи с данным вопросом союз конькобежцев заявил, что начиная со следующего сезона, команду будет готовить один главный тренер, чтобы предотвратить нездоровое соперничество.
В феврале 2007 года на зимних Азиатских играх в Чанчуне Ан выиграл серебро в беге на 1500 м и золото в беге на 1000 м и эстафете, а в марте на чемпионате мира в Милане занял первое место на дистанции 1000 м и в эстафете с товарищами по команде, Сун Си Баком, Сон Гён Тхэком, Ким Бён Джуном и Ким Хён Гоном, а также выиграл две бронзовые медали на дистанциях 500 м и 1500 м. Он стал первым человеком, выигравшим пять чемпионатов мира.
16 января 2008 года корейский конькобежный союз (KSU) объявил, что Ан повредил колено, столкнувшись с ограждением во время командной тренировки в корейском учебном центре в Тхэныне. В больнице был поставлен диагноз «перелом коленного сустава». KSU объявил, что из-за травмы Ан не будет участвовать в соревнованиях в Квебеке и Солт-Лейк-Сити. Также сообщалось, что он не будет участвовать в чемпионате мира 2008 года в Канныне и в командном чемпионате мира в Харбине, Китай.
Стало ясно, что из-за неожиданной травмы Ан не сможет отстоять свой шестой титул чемпиона мира и предоставит возможность бороться за него своим соотечественникам Ли Хо Сок, Сон Гён Тхэк и Ли Сын Хун. После трёх операций его реабилитационный период должен был, по прогнозам, составить около 2-3 месяцев.
5 сентября 2008 года корейские СМИ сообщили, что после восьмимесячного перерыва Ан вернулся к тренировкам, посвящая два часа в день восстановлению физической формы и катанию и пять часов реабилитации и силовым нагрузкам. В статье также сообщалось, что Ан рассчитывает на участие в зимних Олимпийских играх 2010 в Ванкувере. Однако, в южнокорейском национальном отборе, который в конечном счёте определил команду чемпионата мира и Зимние Олимпийские игры 2010 года, Ан занял только 7-е место. Он участвовал в Национальном фестивале зимних видов спорта 2010 года, проводившемся во время Олимпийских игр, и выиграл индивидуальные гонки на 1500 и 3000 метров и в эстафете, выиграв три золотые медали.
Конфликт с Федерацией конькобежного спорта Кореи и споры продолжились, и его отец рекомендовал ему поехать в Россию. В то время Ан готовился к отбору национальной сборной, который должен был состоятся в апреле 2010 года, но тренировочный план был нарушен, поскольку отбор национальной сборной был отложен из-за скандала связанного с фракцией Федерации конькобежного спорта Кореи. В сентябре 2010 года он был исключен из отбора национальной сборной методом гонок на время и не был выбран на сезон 2010-11 годов.
В декабре 2010 года команда по шорт-треку мэрии Соннам была расформирована. Ан выиграл одну золотую и две серебряные медали в качестве представителя мэрии Кёнги в общем дивизионе Зимних национальных игр в Пхёнчхане в феврале 2011 года. 16 апреля он участвовал в отборочных соревнованиях, но не смог попасть в национальную команду, поскольку он финишировал 5-м в общем зачёте. Он вылетел в Россию в июне 2011 года.

### Переезд в Россию
15 августа 2011 года Союз конькобежцев России сообщил, что совместно с министерством спорта Российской Федерации они обратились в Комиссию по вопросам гражданства при президенте Российской Федерации о предоставлении российского гражданства Ан Хён Су. Как сообщалось, Ан тренировался со сборной России с июня 2011 года, начал изучать русский язык и собирался переехать в Россию на постоянное место жительства.
Ан решил получить российское гражданство, чтобы принять участие в Зимней Олимпиаде 2014 года в Сочи в составе сборной России. Отец Ана заявил, что решение было связано с отсутствием поддержки со стороны южнокорейской конькобежной ассоциации. До переезда в Россию Ан не знал русского языка, и у него не было родственников в России. Он рассматривал возможность переезда в США, но выбрал Россию вследствие того, что процесс получения российского гражданства был намного легче, также потому, что Россия предоставляла более приемлемые и в целом хорошие условия. 26 декабря 2011 года Президент России Дмитрий Медведев подписал указ о предоставлении Ан Хён Су гражданства России. При смене гражданства конькобежец взял себе имя Виктор Ан. Свой выбор имени Ан объяснил тремя причинами:
Во-первых, имя Виктор связано со словом «виктори», что значит «победа». Получается символично, я хочу, чтобы это имя принесло мне удачу. Во-вторых, я знаю ещё одного корейца по имени Виктор, который очень популярен в России и хорошо известен в Корее — это Виктор Цой. Я хотел бы стать настолько же знаменитым в России. И в-третьих, мне сказали, что Виктор для русскоговорящих людей — имя лёгкое и быстро запоминается.
Главной причиной своего переезда в Россию Виктор Ан называл «идеальные условия для тренировок». На соревнованиях Ан представляет Москву. В марте 2012 года на чемпионате России по шорт-треку выиграл дистанции 1000 и 3000 м, а также стал вторым на 1500 м.
21 октября 2012 года на первом этапе Кубка мира 2012/2013 одержал победу на дистанции 1000 м, первую после травмы и смены гражданства. Затем победил на этапах Кубка мира в Нагое (1000 м) и Шанхае (1500 м).
На чемпионате мира 2013 года в Дебрецене Ан выиграл серебро на дистанции 500 метров, а также стал вторым в составе сборной России в эстафете. В абсолютном первенстве Виктор занял шестое место.

### Олимпиада-2014
В составе сборной России на Олимпийских играх 2014 года в Сочи Виктор стал бронзовым призёром на дистанции 1500 м. Выиграл золотую медаль на дистанции 1000 м. Медаль стала первым золотом России в шорт-треке на Олимпиадах. Позднее он завоевал две золотые медали: на дистанции 500 м и в составе эстафетной сборной России на 5000 м.
В Южной Корее участие Ана в зимней Олимпиаде 2014 года произвело фурор. После его побед в Сочи корейские СМИ обрушились с критикой на Союз конькобежцев Республики Корея. Министр спорта и президент Южной Кореи пообещали предпринять в ходе подготовки к Олимпийским играм 2018 действия по искоренению коррупции и междоусобицы в этой организации, вероятнее всего и послуживших причинами эмиграции спортсмена. Корейская общественность в целом поддерживает Виктора Ана.

### После Олимпиады-2014
Ану подарили трёхкомнатную квартиру площадью 100 м2 в элитном жилом доме Санкт-Петербурга — комплексе «Князь Александр Невский».
В 2017 году Виктор Ан стал третьим на чемпионате Европы по шорт-треку на дистанции 500 метров. В 2018 году Виктор Ан стал вторым на чемпионате Европы по шорт-треку на дистанции 500 метров.
Он был признан лучшим спортсменом в истории шорт-трека, но в конце своей спортивной карьеры перед зимними Олимпийскими играми в Пхенчхане 2018 года он был замешан в российском допинговом скандале и был дисквалифицирован от участия в Олимпийских играх. Это не привело к потере наград, в том числе олимпийских медалей, но оставило большое пятно на его карьере. 5 сентября 2018 года объявил о завершении спортивной карьеры и уехал в Республику Корея ради учёбы дочери.
Однако в феврале 2019 года Виктор Ан изъявил желание выступить на Олимпийских играх в 2022 году в составе сборной России и в августе 2019 года Виктор Ан вернулся в Россию для возобновления карьеры. В сезоне 2019/2020 выиграл две эстафеты в смешанных командах на этапах Кубка мира. Однако после того, как в 2020 году из-за эпидемии коронавируса начали отменять спортивные соревнования, в частности чемпионат мира в Сеуле, Виктор Ан решил окончательно завершить карьеру в 2020 году.

## Тренерская карьера
В 2020 году был назначен тренером сборной Китая по шорт-треку.

## Личная жизнь
Женат на кореянке У На Ри (кор. 우나리, 1984 г. р.), которая переехала в Россию в 2013 году и получила российское гражданство. Ранее У На Ри была поклонницей Ана и входила в один из фан-клубов. По словам Ана, присутствие и забота У На Ри позволили ему полностью адаптироваться в России. Есть дочь, Джейн Ан (род. 29.12.2015) имеет двойное корейское и российское гражданство, потому что её отец — россиянин, а мать — кореянка. Младший брат Хён Чжун Ан также занимается шорт-треком, и, по словам его отца, младший может натурализоваться, если Федерация конькобежного спорта Кореи не изменится. Он появился в российской рекламе рамена в ланч-боксе, который производится для внутреннего рынка России на местном заводе в Подмосковье.

## Награды
- Орден «За заслуги перед Отечеством» IV степени (24 февраля 2014) — за большой вклад в развитие физической культуры и спорта, высокие спортивные достижения на XXII Олимпийских зимних играх 2014 года в городе Сочи[34]
- Медаль «За укрепление боевого содружества» (Минобороны, 2014) — за большой вклад в развитие физической культуры и спорта, высокие спортивные достижения на XXII Олимпийских зимних играх 2014 года[35]

#### Кубок мира
- Победитель Кубка мира на 500 м (2005/06 и 2013/14)
- Победитель Кубка мира на 1000 м (2003/04 и 2007/08)
- Победитель Кубка мира на 1500 м (2003/04 и 2005/06)
- Победитель Кубка мира в многоборье (2003/04 и 2005/06)